# Người con gái viên đại úy
Người con gái viên Đại úy (tiếng Nga: Капитанская дочка) là một cuốn tiểu thuyết lịch sử của đại thi hào A.S.Pushkin, viết về cuộc khởi nghĩa nông dân 1773 - 1775 do Yemelyan Pugachyov đứng đầu.

## Lịch sử
Vào những năm 1830, A.S.Pushkin bắt đầu suy nghĩ rất nhiều về vấn đề các cuộc khởi nghĩa của nông dân. Phạm vi công việc viết tiểu thuyết Dubrovsky không cho phép đặt vấn đề này ra một cách rộng rãi, A.S.Pushkin đưa ra giải quyết trong tiểu thuyết Người con gái viên Đại úy. Đề cương đầu tiên của Người con gái viên Đại úy được A.S.Pushkin phác thảo ngày 31 tháng 1 năm 1833.
Cuối tháng 2 năm 1833, A.S.Pushkin được phép vào nghiên cứu một loạt các tư liệu lưu trữ, và lòng say mê những tư liệu này đã cho ra đời Lịch sử cuộc nổi dậy Pugachyov mà theo yêu cầu của Sa hoàng phải đặt tên là Lịch sử cuộc phiến loạn của Pugachyov, - đó chính là công trình nghiên cứu cơ bản về cuộc chiến tranh nông dân 1773 - 1775. Công việc viết Người con gái viên Đại úy kết thúc vào năm 1836, những dòng cuối cùng được đề ngày 19 tháng 10 năm 1836.

## Chuyển thể
- Người con gái viên Đại úy (phim, 1956)
- Người con gái viên Đại úy (kịch truyền hình, 1976)
- Người con gái viên Đại úy (kịch truyền hình, 1978)